# (16958) Klaasen
(16958) Klaasen est un astéroïde de la ceinture principale aréocroiseur.

## Description
(16958) Klaasen est un astéroïde aréocroiseur. Il présente une orbite caractérisée par un demi-grand axe de 2,01 UA, une excentricité de 0,29 et une inclinaison de 42,0° par rapport à l'écliptique.

## Compléments